# Nyctemera intercisa
Nyctemera intercisa là một loài bướm đêm thuộc phân họ Arctiinae, họ Erebidae.